# گئورگ استپانیان
گئورگ هایراپتی استپانیان (ارمنی: Գևորգ Հայրապետի Ստեփանյան؛ زادهٔ ۱۹۱۴ - درگذشته ۱۹۸۱) سیاستمدار اهل ارمنستان بود که از تاریخ ۱۹۵۸ تا تاریخ ۱۹۶۱ سمت وزارت کشاورزی ارمنستان را برعهده داشت.

## زندگی‌نامه
در ۱۹۱۴ در روستای آنگغکوت به دنیا آمد  وی در ۱۹۸۱ در سن ۶۷ سالگی درگذشت